# U-20-Fußball-Südamerikameisterschaft 1977
Die VIII.U-20-Fußball-Südamerikameisterschaft 1977 fand vom 16. April 1977 bis zum 6. Mai 1977 in Venezuela statt.
Ausgetragen wurden die Begegnungen zur Ermittlung des Turniersiegers in den Städten Mérida, Valencia und Caracas. Es nahmen am Turnier die Nationalmannschaften Argentiniens, Boliviens, Brasiliens, Chiles, Kolumbiens, Paraguays, Perus, Uruguays und Venezuelas teil.
Gespielt wurde in zwei Gruppen und einer anschließend ebenfalls im Gruppenmodus ausgetragenen Finalphase. Aus der Veranstaltung ging Uruguay als Sieger hervor. Die Plätze zwei bis vier belegten die Nationalteams aus Brasilien, Paraguay und Chile. Die ersten drei Teams qualifizierten sich für die Junioren-Fußballweltmeisterschaft 1977 in Tunesien.
Torschützenkönige des Turniers waren der Uruguayer Amaro Nadal und der Brasilianer Guinha mit jeweils vier erzielten Treffern.
Der Kader der Siegermannschaft bestand aus folgenden Spielern:
Alberto Bica (Cerro), Víctor Duque, José Moreira, Eliseo Rivero (alle Danubio), Fernando Álvez, Gerardo Caetano (beide Defensor), Luis Russo (Huracán Buceo), Hugo De León, Daniel Enríquez, Luis Fleitas, Carlos Maynard, Amaro Nadal (alle Nacional), Víctor Diogo, Rubén Paz, Venancio Ramos, Mario Saralegui (alle Peñarol), Ariel Krasouski (Wanderers) und Américo Silva (OFI). Trainer der „Celeste“ war Raúl Bentancor.